# News Media Holding
News Media Holding — российский медиахолдинг. Штаб-квартира компании расположена в Москве. В состав холдинга входят издания Life, Mash, SHOT, Super, авторское шоу «Алёна, блин!», five public, лаборатория «Гигарама», газета «Жизнь», креативное агентство «Изюм».
С декабря 2021 года генеральным директором холдинга является Максим Иксанов.

## История
В 2001 году холдинг начал издавать газету «Жизнь». В 2008 году начал работу информационно-развлекательный интернет-портал Life. А в 2013 году в эфир вышел телеканал LifeNews. В следующем году был запущен проект о светской жизни Super, портала о звёздах.
В 2017 году холдинг запустил несколько проектов: Telegram-канал Mash, лаборатория Gigarama, сеть региональных пабликов five public, «Дружко шоу», Telegram-канал Life Shot (теперь SHOT).
В 2019 году на YouTube-канале Super был запущен собственный проект с Алёной Жигаловой — «Алёна, блин!». Позднее был открыт первый региональный проект Mash — «Mash на Мойке».
В 2023 году холдинг запустил медиа «АЧБД» о настоящем и будущем России. В этом же году появилось новое направление работы холдинга — News Media Special.
В 2024 году холдинг провёл ребрендинг и объединил свои активы под новым названием News Media Holding. В этом же году five public стала группой компаний и выделило агентство по созданию бренд-медиа в отдельный бренд — «Паблистеры».
В 2024 году холдинг получил премию Рунета в номинации «СМИ и Массовые коммуникации».

## Деятельность
News Media Holding реализует проекты в сфере новых медиа. Среди проектов — интернет-издания (Life и Super), новостные Telegram-каналы (Mash, SHOT и SHOT ПРОВЕРКА, Mash Room, Mash на Мойке, Mash Регионы), сети каналов и пабликов в мессенджере Telegram и соцсети VK (five public), развлекательные каналы и шоу (например, «Алёна, блин!»), газета «Жизнь».
В 2024 году канал Mash возглавил рейтинг новостных Telegram-каналов по просмотрам (по данным Медиалогии). Также каналы Shot и Mash заняли первое и второе места в рейтинге Telegram-каналов по цитируемости в российских СМИ за 2024 год.
До 2016 года владельцами были Национальная медиа группа (75 %) и Арам Габрелянов (25 %). По словам Иксанова, основным источником финансовых поступлений для News Media Holding остаётся Telegram.
По утверждению издания «Важные истории», холдинг получал финансирование от Института развития интернета.

## Издания и проекты холдинга
- Mash — новостной телеграм-канал.
- SHOT — новостной телеграм-канал.
- Life — интернет-издание.
- Mash Room — медиа с подкастом «Не выходя из комнаты» и журналом.
- Mash Регионы — сеть из 15 региональных новостных телеграм-каналов и VK-сообществ.
- Жизнь — еженедельная газета.
- Super.ru — медиа о звёздах.
- SHOT ПРОВЕРКА — расследовательский проект.
- Алена! Блин — проект о звёздах и мире шоу-бизнеса.
- GIGARAMA — цифровая лаборатория[11].
- five public — группа компаний, включающая в себя сеть региональных пабликов и телеграм-каналов.
- Паблистеры — команда бренд-журналистов, которая создает и продюсирует медиапроекты для бизнеса.
- АЧБД — медиа о настоящем и будущем России.
- КУБ — YouTube-канал.

### Бывшие издания
- Известия — ежедневная общественно-политическая и деловая газета.
- Life (ранее — «LifeNews») — круглосуточный информационный телеканал.
- Life78 — петербургский городской информационный телеканал.
- Life Звук (ранее — «Русская служба новостей (РСН)» и «Русское радио-2») — информационная радиостанция.
- Маркер — деловое издание.
- Твой день — ежедневный городской таблоид.
- Bubble (до 2017 г.) — журнал комиксов с российскими персонажами и историями о них.